# Neochanna
Genre
Neochanna est un genre de poissons de la famille des Galaxiidae.

## Distribution
Les espèces de ce genre se rencontrent en Nouvelle-Zélande et en Australie.

## Liste d'espèces
Selon FishBase (13 mai 2010) :
- Neochanna apoda Günther, 1867
- Neochanna burrowsius (Phillipps, 1926)
- Neochanna cleaveri (Scott, 1934)
- Neochanna diversus Stokell, 1949
- Neochanna heleios Ling & Gleeson, 2001

## Publication originale
- Günther, 1867 : On a new form of mudfish from New Zealand. Annals and Magazine of Natural History, ser.  3, vol. 20, n. 119, p. 305-309.